# 1919 en philosophie
Chronologie de la philosophie
- 1915
- 1916
- 1917
- 1918
- 1919
- 1920
- 1921
- 1922
- 1923

L’année 1919 a été marquée, en philosophie, par les événements suivants :

## Publications
- L’énergie spirituelle, d’Henri Bergson.

## Conférences
- Lucifer et Ahriman, recueil de dix conférences de Rudolf Steiner faites en 1919, 1921 et 1922.

## Naissances
- 18 mars : G. E. M. Anscombe (Angleterre, -2001)
- 21 mars : Richard Mervyn Hare (-2002)
- 31 mai : Huston Smith (-2016)
- 14 juillet : Iris Murdoch (Irlande, -1999)
- 26 juillet : James Lovelock (Angleterre, -)
- 13 septembre : Mary Midgley (-2018)
- 21 septembre : Mario Bunge (Argentine, -2020)
- 23 novembre : Peter Frederick Strawson (-2006)
- 29 novembre : Frank Kermode (-2010)
- 6 décembre : Paul de Man (Belgique, -1983)
- 13 décembre : Arild Haaland (Norvège, -2012)

## Décès
- 15 janvier :  Rosa Luxemburg (Allemagne, 1871-)
- 8 août : Ernst Haeckel, philosophe et libre penseur allemand, né en 1834, mort à 85 ans.
- 18 octobre : Suzanne Bachelard, philosophe et universitaire française († 3 novembre 2007)